# Bertrand Billard
Pour les articles homonymes, voir Billard (homonymie).
Bertrand Billard, né le 8 juillet 1987 à Salmagne, est un triathlète français, spécialiste des triathlons longues distances. Il est notamment double champion du monde longue distance en 2013 à Belfort et en 2014 à Weihai.

## Biographie

### Jeunesse
Bertrand Billard pratique le sport depuis son plus jeune âge et notamment la natation et le tennis de table, tout en observant son père, également sportif, pratiquer le triathlon. Il commence dans cette spécialité à l'âge de dix ans. En 2002, il participe au championnat de France dans la catégorie des minimes où il se classe à la 5e place. Il continue sa progression et finit à la troisième place de ce même championnat l'année suivante, dans la catégorie des cadets. Ces premières performances lui permettent de rentrer au pôle espoir de Nancy. Il y passe trois années et remporte par deux fois le titre de champion de France junior. À l'âge de 18 ans, il accède au « Pôle France » à Montpellier, ville dans laquelle il s'installe pour poursuivre sa formation de triathlète professionnel. En parallèle d'un entrainement sportif de haut niveau, il poursuit des études universitaires et obtient sa licence STAPS.

### Carrière
Il remporte en 2008 et 2009 les triathlons courte distance (M) de l'Alpe d'Huez et de Gérardmer, et connait quelques bons succès au Portugal et en Espagne en 2010 et 2011. L'année 2012 est plus compliquée pour le triathlète français qui n'atteint pas les objectifs qu'il s'était fixés en début d'année, ce qui remet en cause sa continuité dans ce sport. Après une importante préparation hivernale, il entame la saison 2013 dans de meilleures dispositions avec l'intention de se spécialiser dans le triathlon longue distance.
À 25 ans, pour sa première sélection en Équipe de France longue distance, Bertrand Billard dispute et remporte sa première compétition de ce type, lors des championnats du monde 2013 (ITU). L'épreuve, pour des questions de température de l'eau inférieure à la réglementation en vigueur, est transformée en duathlon. Il s'impose en 4 h 8 min 46 s devant le Néo-Zélandais Terenzo Bozzone. Il devient le quatrième français à remporter ce titre. Les excellentes prestations de ses compatriotes Cyril Viennot 5e et Sylvain Sudrie 11e, lui permettent aussi de conquérir le titre par équipes.
En 2014, il défend son titre de champion du monde en Chine, à Weihai. Il remporte de nouveau le titre et réalise cette performance en devançant ses compatriotes Cyril Viennot et Sylvain Sudrie, qui offrent à l'équipe de France un podium historique de triathlètes français. Il devient cette même année sociétaire du Triathl'Aix, et c'est sous les couleurs de ce club qu'il remporte devant son public la quatrième édition de l'Ironman 70.3 Pays d'Aix. Il fait d'une qualification pour le championnat du monde d'Ironman à Kona en 2015 ou 2016, l'un de ses objectifs prioritaires.
En avril 2015, il est victime d'un accident de vélo pendant un entrainement. Il percute à plus de 40 km/h un scooter et se brise une clavicule et une côte. Il ne peut défendre ses titres sur le championnat du monde longue distance ainsi que sur l'Ironman 70.3 Pays d'Aix. Après un cycle de convalescence, il participe à l'Ironman France pour continuer sa remise à niveau. Il renoue avec le succès en remportant l'épreuve courte distance lors du FesTrival d'Embrun en août et s'engage sur la première édition de l'Ironman Vichy. Sur cette nouvelle epreuve du circuit qualificatif pour le championnat du monde d'Ironman, il obtient son premier podium en terminant à la seconde place derrière le Suisse Mauro Baertsch, en 8 h 27 min 39 s.
En 2016, il remporte pour la seconde fois, l'Ironman 70.3 Pays d'Aix à l'issue d'une course en contre-la-montre dont la partie natation est neutralisée pour des raisons climatiques et de sécurité. Parti en 6e position, il rattrape ses prédécesseurs et reprend les commandes de la course au 80e kilomètre, au départ du col du Cengle. Il s'élance en premier sur la partie pédestre au cœur de la ville d'Aix en Provence et résiste à l'Allemand Maurice Clavel, qui malgré d'importants efforts ne peut empêcher le sociétaire du Triathl'Aix, club local co-organisateur de l’événement, de remporter la victoire.
Bertrand Billard met un terme à sa carrière professionnelle en 2021, après être monté sur quinze podiums internationaux et avoir obtenu deux titres mondiaux en longue distance et quatre victoires sur Ironman 70.3.

## Palmarès
Le tableau présente les résultats les plus significatifs (podium) obtenus sur le circuit national et international de triathlon  depuis 2008,.
| Année | Compétition                          | Pays       | Position      | Temps           |
| ----- | ------------------------------------ | ---------- | ------------- | --------------- |
| 2017  | Ironman 70.3 Pays d'Aix              | France     | Médaille d'or | 3 h 55 min 18 s |
| 2016  | Ironman 70.3 Budapest                | Hongrie    | Médaille d'or | 3 h 41 min 11 s |
| 2016  | Ironman 70.3 Pays d'Aix              | France     | Médaille d'or | 3 h 30 min 32 s |
| 2015  | Ironman Vichy                        | France     |               | 8 h 27 min 39 s |
| 2014  | Championnat du monde longue distance | Chine      |               | 5 h 9 min 9 s   |
| 2014  | Ironman 70.3 Pays d'Aix              | France     | Médaille d'or | 3 h 58 min 27 s |
| 2014  | Triathlon des Gorges de l'ardèche    | France     |               | 1 h 54 min 36 s |
| 2013  | Ironman 70.3 San Juan                | Porto Rico |               | 3 h 51 min 2 s  |
| 2013  | Championnat du monde longue distance | France     |               | 4 h 8 min 46 s  |
| 2011  | 5150 Klagenfurt                      | Autriche   |               | 1 h 53 min 15 s |
| 2011  | 5150 Darmstadt                       | Allemagne  |               | 1 h 48 min 2 s  |
| 2011  | Ironman 70.3 Majorque                | Espagne    |               | 3 h 56 min 56 s |
| 2010  | Lisbonne International Triathlon     | Portugal   |               | 3 h 48 min 40 s |
| 2009  | Triathlon de Gérardmer               | France     |               | 2 h 5 min 23 s  |
| 2008  | Triathlon EDF Alpe d'Huez (M)        | France     |               | 1 h 56 min 33 s |